# Verestering
Een verestering of esterificatie is een reactie waarbij een ester gevormd wordt. In de loop der tijd zijn hiervoor een groot aantal reacties ontwikkeld. De meest gebruikelijke manier om een ester te vormen is de Fischer-verestering: de reactie van een carbonzuur met een alcohol onder invloed van een katalytische hoeveelheid sterk zuur (doorgaans zwavelzuur of p-tolueensulfonzuur). Een variant hierop is de Steglich-verestering, die geen gebruik maakt van een zuur, maar wel van DCC en DMAP.
Er is een groot aantal reacties bekend waarbij esters gevormd kunnen worden, al naargelang stabiliteit, reactiviteit en functionaliteit in de gewenste verbinding. Voorbeelden zijn:
- Reactie van een carbonzuur met een alcohol in aanwezigheid van een sterk zuur
- Reactie van een zuur-anhydride met een alcohol met een base (doorgaans pyridine of tri-ethylamine)
- Reactie van een alkylhalogenide met het zout van een carbonzuur
- Reactie van een zuurchloride met een alcohol